# آیفون (نسل اول)
آی‌فون (اصلی) یا آیفون ۲جی (به انگلیسی: iPhone 2G) یک گوشی هوشمند تلفن همراه است که در روز ۹ ژانویه ۲۰۰۷(۱۹ دی ۱۳۸۵) توسط استیو جابز، مدیر عامل شرکت اپل، معرّفی شد.
آی‌فون صفحه‌کلید ندارد و فقط از یک کلید (home) برخوردار است که با فشردن ان کاربر به صفحه اصلی یا خانه منتقل می‌شود. از صفحهٔ حساس لمسی بهره می‌گیرد، که می‌توان با آن تایپ کرد، شماره گرفت و برنامه‌های گوناگون مبتنی بر وب و سیستم‌عامل Ios را اجرا کرد.آی‌فون دارای یک صفحه نمایش ۳٫۵ اینچی است، ارتفاع آن ۴٫۵ اینچ، عرض آن ۳٫۴ اینچ و ضخامتش ۰٫۵اینچ است.سیستم‌عامل این گوشی بر مبنای مک اواس است و iOS نام دارد. آی‌فون از مرورگر وب سافاری - مرورگر اصلی اپل - بهره می‌گیرد. ۲ جی در این ارائه (نسل اول آیفون) به این خاطر انتخاب شده که از تکنولوژی نسل دوم شبکه تلفن همراه استفاده می‌کند.

## زمان عرضه
نخستین بار کمپانی اپل در تاریخ ۲۹ ژوئن سال ۲۰۰۷ میلادی آیفون را روانه بازارهای آمریکا ساخت. در این روز بسیاری از علاقه‌مندان با تشکیل صفهای طولانی در برابر فروشگاه‌های اپل و شرکت AT&T در صف ایستادند تا جزو نخستین کسانی باشند که این گوشی را می‌خرند. همچنین این گوشی از سال ۲۰۰۸، در بازارهای جهانی نیز عرضه شد و هدف گذاری اپل، فروش ۱۰ میلیون واحد از این دستگاه بود.